# William Dufty
William Francis Dufty (1916 à Grand Rapids, Michigan, États-Unis - 28 juin 2002 à Birmingham, Michigan) est un journaliste, écrivain et dramaturge américain. Il a aussi fait la promotion d'une alimentation moins riche en sucre blanc.

## Biographie
Il écrivit pour l'autobiographie Billie Holiday : Lady Sings the Blues, parue en 1956. Cette autobiographie est cependant considérée comme "fausse" 
Dans les années 1960, Dufty a rencontré Gloria Swanson (qu'il épouse le 2 février 1976), une actrice enthousiaste à propos de la macrobiotique qui l'a aussi incité à considérer le sucre blanc comme nocif à la santé.
William Dufty est mort d'un cancer le 28 juin 2002, à Birmingham (Michigan), à l'âge de 86 ans.